# Hömbs socken
Hömbs socken i Västergötland ingick i Vartofta härad, ingår sedan 1974 i Tidaholms kommun och motsvarar från 2016 Hömbs distrikt.
Socknens areal är 17,08 kvadratkilometer varav 17,00 land. År 2000 fanns här 51 invånare. Kavlås slott samt kyrkbyn Hömb med sockenkyrkan Hömbs kyrka ligger i socknen.

## Administrativ historik
Socknen har medeltida ursprung. 
Vid kommunreformen 1862 övergick socknens ansvar för de kyrkliga frågorna till Hömbs församling och för de borgerliga frågorna bildades Hömbs landskommun. Landskommunen uppgick 1952 i Dimbo landskommun som upplöstes 1974 då denna del uppgick i Tidaholms kommun. Församlingen uppgick 2006 i Kungslena-Hömbs församling som 2010 uppgick i Varvs församling.
.
1 januari 2016 inrättades distriktet Hömb, med samma omfattning som församlingen hade 1999/2000.  
Socknen har tillhört län, fögderier, tingslag och domsagor enligt vad som beskrivs i artikeln Vartofta härad. De indelta soldaterna tillhörde Skaraborgs regemente, Livkompaniet.

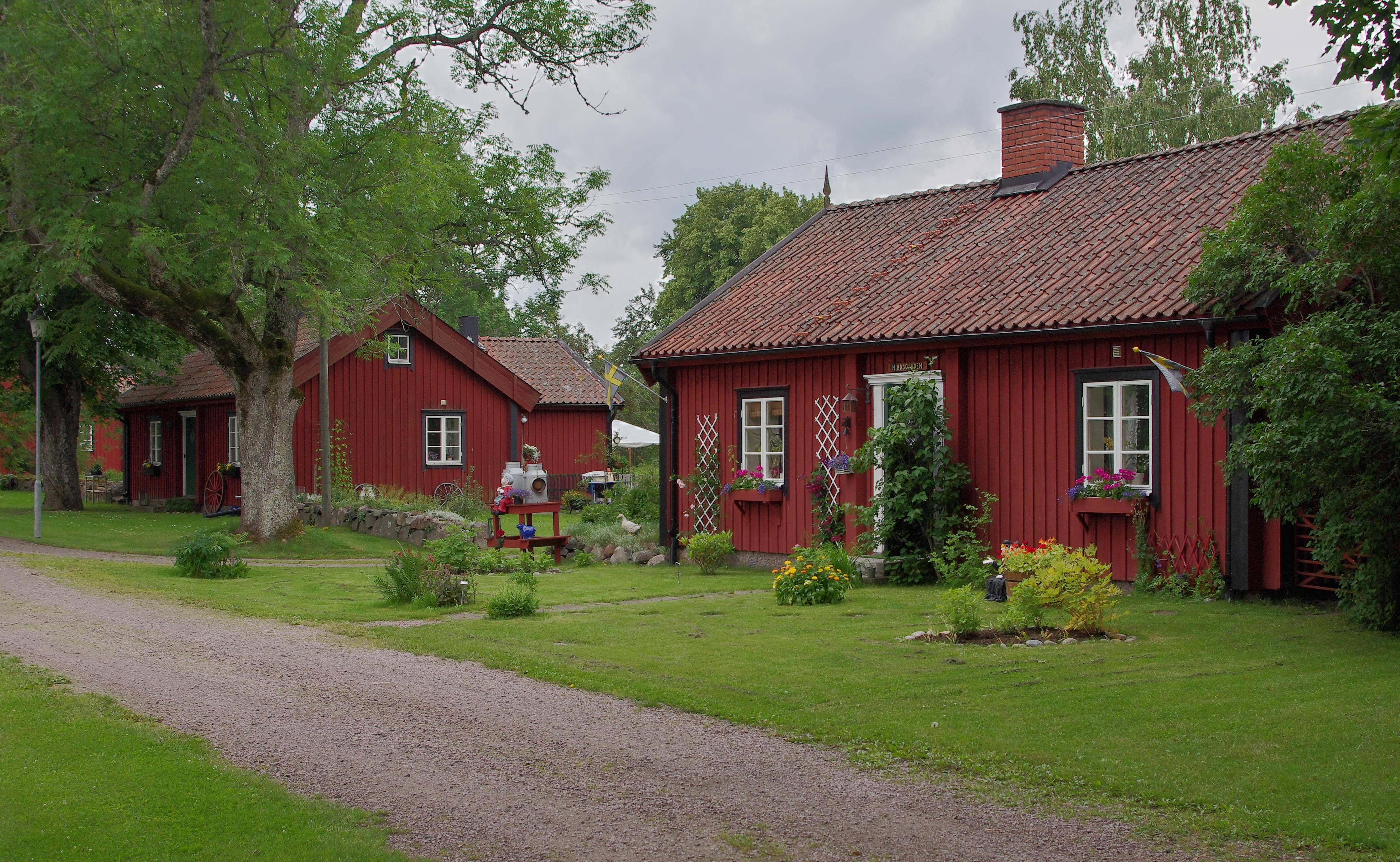
Radbyn Hömb

## Geografi
Hömbs socken ligger norr om Tidaholm kring ån Ösan. Socknen har en central odlingsbygd som omges av skogsbygd.

## Fornlämningar
Från järnåldern finns gravar och domarringar.

## Namnet
Namnet skrevs 1394 Hörn och kommer från kyrkbyn. Efterleden innehåller hem, 'boplats; gård'. Förleden är hö.